# Paul Montag
Paul Montag est un pianiste franco-américain né le 10 mai 1982 à Neuilly sur Seine.

## Biographie
Né dans une famille cosmopolite, Paul Montag a fait ses études au conservatoire de Boulogne-Billancourt auprès de Louis-Claude Thirion. Puis il entre au Conservatoire national supérieur de musique de Paris, où il a été admis à l'âge de 13 ans, dans les classes de Jean-François Heisser, Marie-Josèphe Jude, Rena Shereshevskaya et Daria Hovora. Par la suite il se perfectionne auprès de Christian Ivaldi et Chantal Debuchy à l'École Normale de Musique de Paris.
Il s'est produit en soliste et chambriste sur les plus grandes scènes du monde avec des artistes tels que Raphaël Sévère, Pumeza Matshikiza, Rolando Villazon, pour ne citer qu'eux.
Très intéressé par le partage et la transmission, il est actuellement professeur de musique de chambre à l'École Normale de Musique de Paris.
Il est un des rares pianistes contemporains à avoir été invités à se produire sur le pianoforte "Walter" original de Wolfgang Amadeus Mozart à Salzbourg.
Il est aussi le producteur du Marathon des Papilles sur France Musique ainsi que collaborateur pour le magazine Pianiste et le journal Le Monde.

## Discographie
- Œuvres pour piano de Paul Hindemith, Passavant Music (PAS116190), Récompense : Choc de Classica[9].
- Pour le Piano..., Passavant Music (PAS118049), Œuvres pour piano de Claude Debussy, Récompense : 5 étoiles de Classica[10].
- On Tour avec Raphael Sévère (Clarinette), Mirare (498), Récompense : 5 Diapasons, France Info (Sélection culture)[11]

## Distinctions
- 1995 : Lauréat de la Fondation Cziffra[12],[3].
- 2007 : prix Charles Oulmont de la Fondation de France[13].